# Emanuel Bonnici
Emanuel Bonnici (* 17. Mai 1929 in Valletta; † 12. September 2006) war ein maltesischer Politiker der Partit Nazzjonalista (PN), der zwischen 1966 und 1992 Mitglied des Repräsentantenhauses sowie von 1987 bis 1992 Minister für den tertiären Sektor im ersten und zweiten Kabinett Fenech Adami war.

## Leben
Emanuel Bonnici war der Sohn von Joseph Bonnici und Cecilia, geb. Cachia. Er besuchte das Lyceum und studierte an der Royal University of Malta, wo er 1949 den Bachelor und 1952 den LL.D. (in Malta ein mit dem Doktortitel verbundener juristischer Abschluss) erlangte. Im gleichen Jahr wurde er als Anwalt zugelassen.
Bonnici kandidierte für die Partit Nazzjonalista (PN) erstmals 1962 für einen Sitz im Repräsentantenhaus, verpasste aber den Einzug ins Parlament. Bei der darauf folgenden Wahl 1966 wurde er zum Mitglied des Repräsentantenhauses gewählt und gehörte diesem als Vertreter des 1. Wahldistrikts von der zweiten bis zum Ende der sechsten Wahlperiode 1992 an. 1974 wurde er vom damaligen PN-Vorsitzenden Ġorġ Borg Olivier als Schattenminister für Wohnungsbau in dessen Schattenkabinett berufen und übernahm 1976 im Schattenkabinett Borg Oliviers die Funktion als Schattenminister für Handel. Diese Funktion übte er von 1977 bis 1987 auch im Schattenkabinett des neuen PN-Vorsitzenden Edward Fenech Adami.
Nach dem Sieg der Partit Nazzjonalista bei den Wahlen zum Repräsentantenhaus am 9. Mai 1987 wurde Bonnici von Premierminister Edward Fenech Adami am 12. Mai 1987 als Minister für den tertiäre Sektor  (Ministru tas-Settur Terzjarju) in dessen erstes Kabinett. Dieses Ministeramt übernahm er vom 3. Mai 1990 bis zum 27. Februar 1992 auch im zweiten Kabinett Fenech Adami. Trotz des erneuten Sieges der PN bei den Wahlen zum Repräsentantenhaus am 22. Februar 1992 verlor er jedoch sein Parlamentsmandat und schied auch aus der Regierung aus.
Daraufhin wurde Bonnici Direktor der Bank of Valletta. Daneben engagierte er sich in verschiedenen Organisationen und war unter anderem Präsident des National Club of Valletta, des Valletta Regatta Club, des Valletta Waterpolo Club sowie des Valletta Basketball Club.
1993 wurde Bonnici zum Companion des National Order of Merit ernannt. Er starb 2006 im Alter von 77 Jahren und ist auf dem Friedhof Santa Maria Addolorata in Paola in einem Grab des Dominikanerordens bestattet.